# Juli Popow
Juli Todorow Popow (bułg. Юли Тодоров Попов) – bułgarski brydżysta.
Juli Popow w latach 2001..208 był trenerem reprezentacji open Bułgarii.

## Wyniki brydżowe

### Zawody światowe
W światowych zawodach zdobył następujące lokaty:
| Mistrzostwa Świata. Konkurencja teamów | Mistrzostwa Świata. Konkurencja teamów | Mistrzostwa Świata. Konkurencja teamów | Mistrzostwa Świata. Konkurencja teamów | Mistrzostwa Świata. Konkurencja teamów | Mistrzostwa Świata. Konkurencja teamów |
| Rok                                    | Miejsce                                | Zawody                                 | Kategoria                              | Drużyna                                | Pozycja                                |
| -------------------------------------- | -------------------------------------- | -------------------------------------- | -------------------------------------- | -------------------------------------- | -------------------------------------- |
| 2000                                   | Southampton                            | 34. Mistrzostwa Świata Teamów          | Trans                                  | Mihov                                  | 3                                      |

## Klasyfikacja
- Juli Popow – klasyfikacja WBF (ang.)
- Juli Popow – klasyfikacja EBL (ang.)